# 鬼畜大宴会
『鬼畜大宴会』（きちくだいえんかい、英題： KICHIKU ）は、1997年制作、1998年公開の日本映画。監督は熊切和嘉。

## 概要
熊切監督の大阪芸術大学芸術学部映像学科における卒業制作として制作された16mmフィルムである。誰でも応募できる世界でも珍しい自主映画のコンペティション第20回ぴあフィルムフェスティバルで準グランプリを受賞し、学生の作品ながら異例の劇場公開がされ、ロングランヒット作となった。第28回タオルミナ国際映画祭でグランプリを受賞した。
1970年代、日本の学生運動で起きた連合赤軍のリンチ殺人をモチーフとし、左翼組織の内部崩壊による惨劇をスプラッター映画として描写した青春群像劇。劇場公開時のレイティングはR18。熊切は以後映画監督として日本国内外の映画祭の常連となり、他の参加スタッフもその後プロとして活躍している。
2014年にアメリカのWebサイト『Taste of Cinema』が公開した「心がつぶれそうになる傑作映画20本」（20 Great Soul-Crushing Films That Are Worth Your Time）では、日本映画としては本作が唯一のランクインとなっており、第19位を獲得している。

## キャスト
- 雅美 - 三上純未子
- 岡崎 - 澤田俊輔
- 熊谷 - 木田茂
- 杉原 - 杉原敏行
- 藤原 - 小木曽健太郎
- 山根 - 財前智宏
- 相澤 - 橋本祐二
- 平 - 平良勤
- メンバー1 - 東野哲也
- メンバー2 - 仙田学

## スタッフ
- 製作・監督・脚本・編集 - 熊切和嘉
- 製作 - 森拳三郎
- 撮影 - 橋本清明
- 照明 - 向井康介
- 美術 - 安井聡子
- 造型 - 西山幸雄
- 撮影助手 - 近藤龍人
- 記録 - 前田隼人、金井亜由美
- 音楽 - 赤犬
- 音響 - 財前智弘
- 音響効果 - 松本章
- 助監督 - 山下敦弘
- 特協 - 宇治田隆史
- 製作会社 - 鬼プロ作品
- 配給 - 伏龍同盟、鬼プロ配給

## 受賞
- 第20回ぴあフィルムフェスティバル準グランプリ（1997年）[1] - 同賞のスカラシップ作品として、熊切の次回作『空の穴』が制作され、2001年に公開された。
- 第28回タオルミナ国際映画祭グランプリ（1998年）

## 関連商品
- 『鬼畜大宴会』（1999年4月22日発売、ブロードウェイ） - VHS
- 『鬼畜大宴会 デラックス版』（2002年6月25日発売、ハピネット・ピクチャーズ） - DVD